# Joseph Thamm (Illustrator)
Joseph Thamm (* 18. März 1804 in Habelschwerdt, Landkreis Habelschwerdt; † 11. Juli 1865) war ein deutscher Illustrator, Maler und Autor aus der Grafschaft Glatz, sowie Herausgeber einer von ihm bebilderten Geschichte der Stadt Habelschwerdt.  

## Leben
Thamm wanderte im Jahr 1822 mit einem Freund durch Süddeutschland, die Schweiz und Italien und hielt sich während dieser Reise, von der er ein illustriertes Reisetagebuch hinterließ, unter anderem in Rom auf. Um seinen Lebensunterhalt zu bestreiten, trat er in der Kreisstadt Habelschwerdt als Stadtsekretär in den öffentlichen Dienst. Ab 1855 beschäftigte er sich erfolgreich mit der Einführung und Rationalisierung der Seidenraupenzucht in der Habelschwerdter Gegend, die dort zumindest zeitweilig betrieben wurde.      
Thamm, der seine Fertigkeit in der Malerei, sowohl in der Öl-, Aquarell-, Tusch- und Pastellmanier, als Autodidakt erwarb, stellte bevorzugt Landschaftsmotive und Stadtansichten dar. Daneben betätigte er sich als Porzellanmaler. 
Bekannt wurde er vor allem als Herausgeber der von ihm mit Ansichten und einem Lageplan versehenen Geschichte der Stadt Habelschwerdt. Eine weitere, nur durch das Quellenstudium bekannte Chronik seiner Heimatstadt illustrierte er mit Darstellungen von früheren Gebäuden, Trachten und religiösen Prozessionen sowie weltlichen Aufzügen und dergleichen.   
Darüber hinaus verfasste er eine Beschreibung von Bad Langenau und seinen Heilquellen sowie mehrere Lustspiele und das im Mittelwalder Dialekt geschriebene Singspiel Der Glatzer in Berlin.

## Werke
- 1841: Geschichte der Stadt Habelschwerdt, nebst einem Anhang über die Vesten des Habelschwerdter Kreises, Schmidt, Habelschwerdt 1841. Mit Ansichten und Lageplan versehen.
- 1850: Der Glätzer in Berlin : Lustspiel, Habelschwerdt : W. E. Schmidt